# Trobar de Morte
Trobar de Morte est un groupe espagnol de dark wave, originaire de Barcelone. Le projet est porté par la musicienne espagnole Lady Morte, inspirée par le Moyen Âge et la fantasy. Le groupe compte six albums et un EP, et a tourné à Madrid et Barcelone (Espagne), au Portugal, à Leipzig (Allemagne), aux Pays-Bas et en Belgique.

## Histoire

### Années 2000
En 1999, Lady Morte forme le groupe Trobar de Morte. Mais la formation du groupe Ordo Funebris (avec Sathorys Elenorth et Lady Nott) maintint le groupe à l'état de projet jusqu'à la dissolution d'Ordo Funebris en 2003. Initialement composé de claviers et de voix, le groupe s'ouvre à la guitare acoustique (jouée par Lenna) et aux timbales (jouées par Taedium). Avec cette formation, ils réalisent leur première œuvre, en décembre 2003, Nocturnal Dance of Dragonfly.
En février 2004, Taedium abandonne le groupe, qui accueillit Rorschach et Lady Eodil aux percussions, claviers et voix. Le 8 mai de cette année, ils font leur premier concert à la salle Mephisto de Barcelone. En juin 2004, ils enregistrent La Princesa dolça de Provença inspirée par My Dear Freaks. En août, Rorschach abandonne les percussions et Armand entre, qui en plus pratiquait la guitare basse ; ils commencent à enregistrer leur premier album, Fairydust, dans les Axstudios de Barcelone. Arianne collabore en tant que chanteuse et est intégrée dans le groupe. Fairydust sort finalement en décembre 2004, limité à 1 000 exemplaires, et est présenté en direct le 4 février, à nouveau, dans la salle Mephisto[réf. souhaitée]. 
Le 24 mars 2005, ils participent à l'Existence Festival de Valence (ainsi qu'à la deuxième édition le 30 juillet). En mai, ils participent au fameux festival Wave-Gotik-Treffen, à Leipzig pour la première fois. Entre septembre et novembre 2005, ils reviennent aux Axstudios pour enregistrer leur deuxième album, Reverie. Ils comptaient sur la participation de José Luís Frías (qui a participé en jouant de la cornemuse et des flûtes dans les groupes Phylum Anima, Hordak et Folkearth), de David Bozzo (violoniste) et de Victoria Francés (pour les illustrations). Il est édité en janvier 2006, et présenté en direct en mars dans la salle Rulot. En juin 2006, ils font deux concerts au Portugal, le premier au Medusa Festival près d'Áshram et le deuxième à Vilanova de Famalição. Ils font un autre concert à la salle Be Cool de Barcelone, le 16 décembre. Au cours de l'hiver de 2006, ils commencent l'enregistrement de leur troisième disque, Legends of Blood and Light, avec la collaboration de José Luis Frías et de Ferdinand Cascales (de Phylum Anima) au violon. Lenna abandonne ensuite le groupe[réf. souhaitée].
Le 5 mai 2007, ils se présentent en direct pour la première fois à Madrid au cours de la première nuit Médiévale Fantastique organisée par le webzine Muzike.org. Après le départ de Lenna, la veille, Arianne tombe malade. Armand et Lady Morte se présentent en tant que duo dans la salle madrilène, avec l'aide de José Luis Frías et de Ferdinand Cascales. Le 17 juin 2007, ils sont invités à participer au festival barcelonais Ethereal Fest, dans la commune de Molins de Rei, avec Der Blaue Reiter, Traum'er Leben et Gae Bolg. En septembre, ils jouent dans les salles Nocturna et Be Cool (comme première partie de Faith and the Muse). Après bien des difficultés, leur troisième disque, Legends of Blood and Light, voit le jour le 1er février 2008, limité à 3 000 exemplaires, sous le label In the Morningside, avec des illustrations de J. P. Fournier. En début mai 2008, ils sont invités à participer pour la deuxième fois au festival allemand Wave-Gotik-Treffen, deux jours de suite. Le deuxième concert a lieu sur la scène principale Agra Hall, suivi par Saltatio Mortis, Faun et Corvus Corax. 

### Années 2010

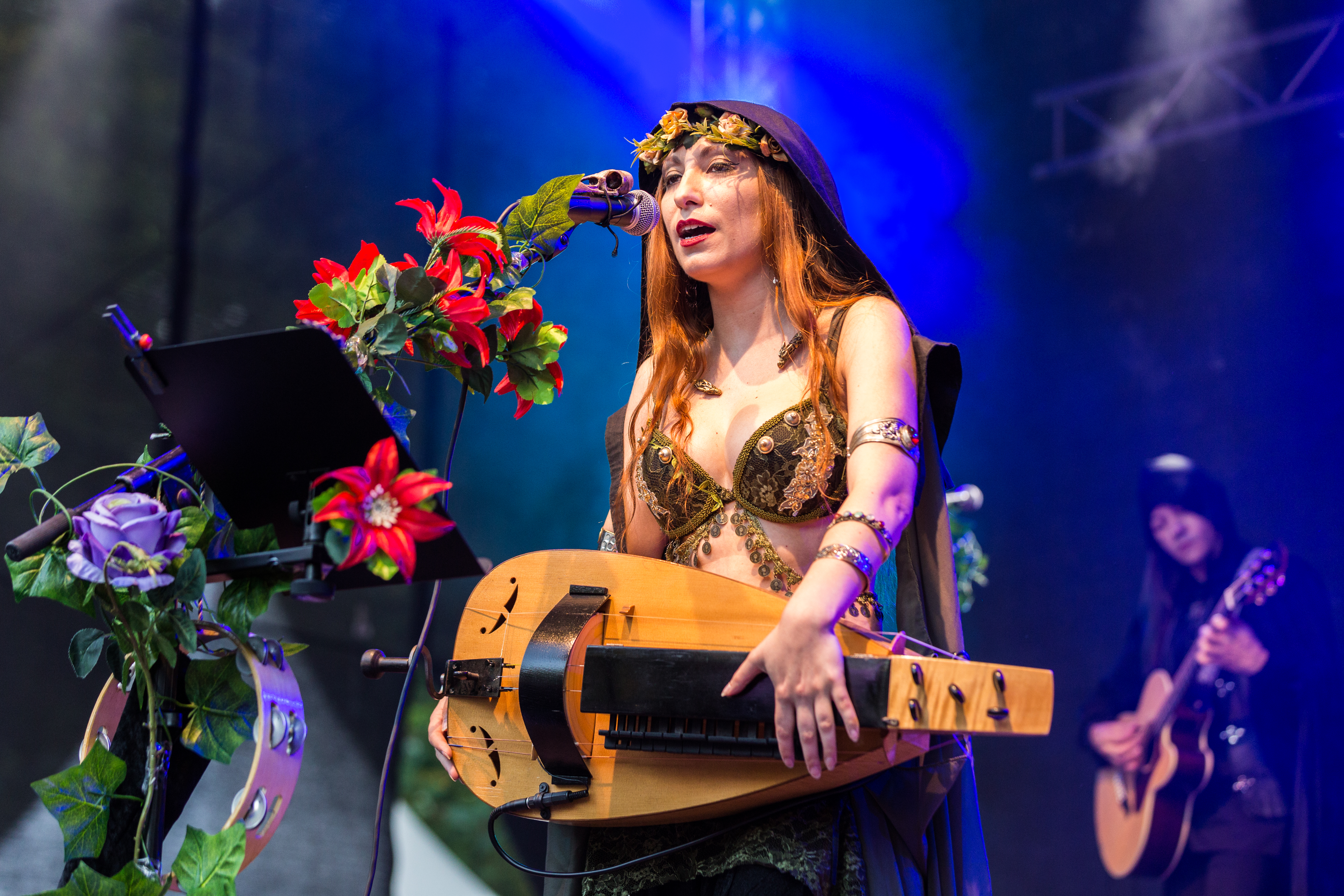
Trobar de Morte au Wave-Gotik-Treffen, en 2017.

En 2011, ils jouent avec Faun pendant leur tournée Faun Eden. L'année suivante, en 2012, le groupe publie son nouvel album studio, The Silver Wheel,.
Quatre ans après leur dernier album, en 2016, le groupe sort Ouroboros. En 2017, le groupe revient jouer au Wave-Gotik-Treffen. En avril la même année, ils jouent à Bordeaux, en France, pour la tournée Into the Forest organisée par Rising Moon Productions.

## Membres

### Membres actuels
- Lady Morte - voix, percussions, flûtes, paroles, musique
- Armand - basse, batterie, darbouka, cymbales, gong
- José Luis Frías (Ormus) - cornemuse, flûtes
- Fernando Cascales (Señor Tot) - violon, guitare
- Marta Ponce - violon (depuis 2010)

### Collaborateurs
- David Bozzo - violon dans Reverie
- Victoria Francés - illustrations dans Reverie
- J. P. Fournier - illustrations dans Legends of Blood and Light

### Anciens membres
- Arianne - voix, percussions (2004-2009)
- Lenna - guitare
- Rorschach - percussions
- Lady Eodil - percussions, claviers, voix
- Taedium - percussions